# Krnjeuša
Krnjeuša är en ort i Bosnien och Hercegovina.   Den ligger i entiteten Federationen Bosnien och Hercegovina, i den västra delen av landet, 190 km nordväst om huvudstaden Sarajevo. Krnjeuša ligger 570 meter över havet och antalet invånare är 532.
Terrängen runt Krnjeuša är huvudsakligen kuperad, men söderut är den platt. Krnjeuša ligger nere i en dal som går i nord-sydlig riktning.Runt Krnjeuša är det ganska tätbefolkat, med 93 invånare per kvadratkilometer.. Närmaste större samhälle är Orašac, 13,7 km sydväst om Krnjeuša. 
Omgivningarna runt Krnjeuša är en mosaik av jordbruksmark och naturlig växtlighet.